# Притикінська
Притикінська (рос. Притыкинская) — присілок в Вельському районі Архангельської області Російської Федерації.
Населення становить 146 осіб. Входить до складу муніципального утворення Пежемське муніципальне утворення.

## Історія
Від 1937 року належить до Архангельської області.
Від 2004 року належить до муніципального утворення Пежемське муніципальне утворення.

## Населення
| 2002 | 2010 | 2012 | 2014 |
| ---- | ---- | ---- | ---- |
| 153  | ↘128 | ↗131 | ↗146 |